# Kuća Miličić u Makarskoj
Kuća Miličić, u gradiću Makarskoj, Kalalarga 15, zaštićeno kulturno dobro.

## Opis dobra
Stambena trokatnica građena je krajem 18. st. u stilu baroknog klasicizma. Na glavnom južnom pročelju su u osi ulazna vrata s profiliranim vijencem i dva dućana s otvorom „na koljeno“, a na katu simetričnog pročelja je barokni kameni balkon na konzolama s ogradom od kamenih stupića. Uz kuću je vrt ograđen zidom u kojem je gospodarska katnica.

## Zaštita
Pod oznakom Z-6526 zavedena je kao nepokretno kulturno dobro - pojedinačno, pravna statusa zaštićena kulturnog dobra, klasificirano kao "stambene građevine".